# Netumbo Nandi-Ndaitwah
Netumbo Nandi-Ndaitwah (Onamutai, 29 oktober 1952) is een Namibisch politicus en op 21 maart 2025 beëdigd als president van het land. Ze was sinds februari 2024 al vicepresident van Namibië.

## Carrière
Tijdens de Zuid-Afrikaanse bezetting ging Nandi-Ndaitwah in 1974 in ballingschap en voegde zich bij SWAPO in Zambia. Ze werkte in 1974 en 1975 op het SWAPO hoofdkantoor in Lusaka, Zambia. Vervolgens volgde ze in 1975 en 1976 een opleiding in de Sovjet-Unie.
Sinds de onafhankelijkheid van Namibië in 1990 is Nandi-Ndaitwah lid van de Nationale Assemblee van Namibië. Haar politieke carrière omvatte onder andere de functie van plaatsvervangend minister van Internationale Betrekkingen en Samenwerking van 1990 tot 1996. In 1996 bereikte ze voor het eerst ministeriële status als directeur-generaal van Vrouwenzaken in het kantoor van de president, een functie die ze bekleedde tot 2000. Later werd ze benoemd tot minister van Vrouwenzaken en Kinderwelzijn, een positie die ze tot 2005 behield.
Van 2005 tot 2010 was Nandi-Ndaitwah minister van Informatie en Omroep, gevolgd door een termijn als minister van Milieu en Toerisme tot 2012. In december 2012 werd ze benoemd tot minister van Internationale Betrekkingen en Samenwerking (Buitenlandse Zaken).
Nandi-Ndaitwah werd in maart 2015 benoemd tot vicepremier onder president Hage Geingob, terwijl ze haar rol als minister van Internationale Betrekkingen en Samenwerking behield. Ze is ook een sleutelfiguur binnen Swapo en maakt deel uit van zowel het centraal comité als het politbureau van de partij.
Voormalig president Hage Geingob van Namibië noemde haar in maart 2023 als enige kandidaat van de regerende Swapo-partij voor de aankomende verkiezingen na zijn tweede termijn.
Ze was de eerste vrouwelijke presidentskandidaat bij de Namibische presidentsverkiezingen in november 2024. Op 4 december 2024 werd ze hierbij met 57% van de stemmen verkozen als de eerste vrouwelijke Namibische president.

## Voorvechter vrouwenrechten
Nandi-Ndaitwah is wereldwijd een prominente pleitbezorger voor vrouwenrechten. Ze was een belangrijke onderhandelaar voor de Afrikaanse groep tijdens de Vierde Wereldvrouwenconferentie in Beijing in 1995. Verder had ze een leidende rol bij de goedkeuring van VN-Veiligheidsraadresolutie 1325 over vrouwen, vrede en veiligheid in 2000.
In Namibië was een van haar belangrijkste prestaties het doorvoeren van de Combating of Domestic Violence Act door de Nationale Vergadering in 2002. Volgens de Namibische media bekritiseerde Nandi-Ndaitwah haar mannelijke (Swapo) collega’s omdat ze probeerden de ontwerpwet belachelijk te maken. Ze herinnerde hen er streng aan dat de grondwet seksisme veroordeelt.

## Privé
Netumbo Nandi-Ndaitwah is getrouwd met Epaphras Denga Ndaitwah, de voormalige chef van de Namibische Defensiemacht.
- Gemeinsame Normdatei: 1322425469
- Library of Congress Control Number: no2023064502
- Système universitaire de documentation: 273756591
- Virtual International Authority File: 28168650992007690495

Sam Nujoma · Hifikepunye Pohamba · Hage Geingob · Nangolo Mbumba · Netumbo Nandi-Ndaitwah